# Santnerpasshütte
Die Santnerpasshütte (italienisch Rifugio Passo Santner) ist eine private Schutzhütte im Naturpark Schlern-Rosengarten in den Dolomiten.

## Lage und Umgebung
Die Hütte befindet sich auf 2734 m s.l.m. Höhe am Santnerpass in der Rosengartengruppe, der das „Gartl“ genannte Schuttkar an seinem südwestlichen Ende begrenzt. Sie befindet sich damit auf dem Gebiet der Gemeinde Tiers in Südtirol, Italien.
Die Santnerpasshütte ist ein Ausgangspunkt für Klettertouren in den umliegenden Bergen, etwa an der wenig nördlich gelegenen Laurinswand oder der sich südöstlich erhebenden Rosengartenspitze. Am einfachsten erreichbar ist sie vom Fassatal im Trentino aus: Von dort gelangt man auf einem recht einfachen Weg über die Vajolethütte zur Gartlhütte direkt unterhalb der Vajolet-Türme und weiter, das „Gartl“ durchquerend, zum Santnerpass. Etwas anspruchsvoller ist der Zustieg von der sich südlich befindenden Kölner Hütte am Westhang des Rosengarten-Hauptkamms über den gesicherten Santnerpass-Klettersteig.

## Geschichte
Die Hütte wurde 1956 vom Bergführer Giulio Gabrielli aus Predazzo errichtet und wird seither (einige Jahre ausgenommen) in den Sommermonaten bewirtschaftet.
Seit Sommer 2019 steht die Santnerpasshütte unter neuer Führung. 2022–2023 wurde die alte Hütte durch einen die achtfache Kubatur aufweisenden Neubau ersetzt. Der Neubau der Hütte wurde vom AVS und Südtiroler Heimatpflegeverband kritisiert. Dabei wurden Zweifel an der Notwendigkeit zusätzlicher Übernachtungsmöglichkeiten in der Gegend und am Stil des Neubaus geäußert. Die Neueröffnung erfolgte am 10. Juni 2023.